# Parti progressiste (États-Unis, 1948)
Pour les articles homonymes, voir Parti progressiste.

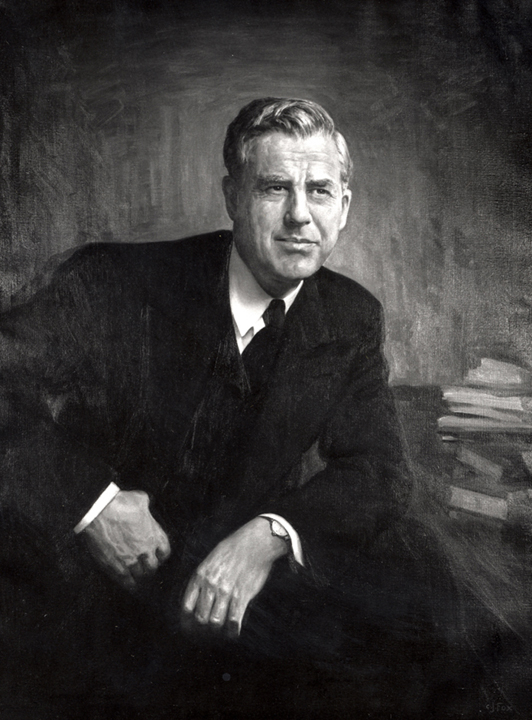
Henry Wallace, candidat progressiste en 1948.

Créé après 1948 et sans lien direct avec les précédents partis du même nom (celui de 1912 et celui de 1924), le troisième Parti progressiste devait son nom à ses idées très avancées, telles que le pacifisme (alors que débutait de la guerre froide), la revendication d'un salaire minimum et d'une couverture médicale universelle ou encore l'abolition de la ségrégation raciale. 
En vue de l'élection de 1948, le parti choisit Henry Wallace, ancien vice-président démocrate de Franklin Delano Roosevelt. En raison de ses convictions jugées trop progressistes, Wallace avait été écarté de l'administration de Harry S. Truman (dont il critiquera la doctrine) en 1946.
En pleine période maccarthiste, le soutien des communistes à sa candidature coûta cher à Wallace, qui remporta moins de 3 % du vote populaire, près de la moitié de ses voix provenant du seul État de New York. Par la suite, Wallace prit ses distances avec le parti, qu'il quitta par anticommunisme à l'époque de la guerre de Corée. 